# بیل گلاسپر
بیل گلاسپر (انگلیسی: Bill Glasper; q4 1910 – q3 1965 (aged 54)) بازیکن فوتبال اهل بریتانیا بود.
از باشگاه‌هایی که در آن بازی کرده‌است می‌توان به باشگاه فوتبال شفیلد ونزدی، باشگاه فوتبال ترانمره راورز، و باشگاه فوتبال دارلینگتون اشاره کرد.